# Ninkarraka Corona
Ninkarraka Corona is een corona op de planeet Venus. Ninkarraka Corona werd in 1997 genoemd naar Ninkarraka, Babylonische godin van de bevalling.
De corona heeft een diameter van 150 kilometer en bevindt zich in het quadrangle Pandrosos Dorsa (V-5).